# Karnasrottaoaivi
Karnasrottaoaivi är en kulle i Finland. Den ligger i Utsjoki kommun och landskapet Lappland, i den norra delen av landet, 1 000 km norr om huvudstaden Helsingfors. Toppen på Karnasrottaoaivi är 360 meter över havet.
Terrängen runt Karnasrottaoaivi är lite kuperad.  Trakten runt Karnasrottaoaivi är nära nog obefolkad, med mindre än två invånare per kvadratkilometer. Närmaste större samhälle är Karigasniemi, 17,6 km norr om Karnasrottaoaivi. Omgivningarna runt Karnasrottaoaivi är i huvudsak ett öppet busklandskap.